# Alpin tundra
Alpin tundra er en økozone eller klimazone som karakteriseres af mangel på skov på grund af højden over havet. Alpin tundra ligger højere end trægrænsen og skiller sig fra arktisk tundra ved ikke at have permafrost. Desuden er jorden i alpine strøg sædvanligvis bedre afvandet end jord i arktiske strøg.
Alpin tundra går, under trægrænsen, over til subalpin skov.
Alpin tundra forekommer i fjeldstrøg over hele verden. Floraen i zonen karakteriseres af arter som kryber langs jorden. Det kolde klima i disse højtliggende områder forårsages af lavt lufttryk, og er tæt på polarklima.
På norsk sprog omtales landskab i klimazonen alpin tundra oftest som fjeld, dvs fjeldlandskab uden skov. 44 % af Norges landareal omfattes af økozonen alpin tundra.
| Isørken Tundra Taiga (boreal nåleskov) Tempereret løvskov Tempereret steppe Subtropisk regnskov | Middelhavsvegetation Monsunskov Ørken Buskvegetation Tør steppe Halvørken | Græs-savanne Træ-savanne Subtropisk skov Tropisk regnskov Alpin tundra Fjeldskov |